# Pedro César Acosta
Pedro César Acosta Palomino (Nuevo Casas Grandes, Chihuahua, México; 30 de septiembre de 1936—Chihuahua, Chihuahua, México; 18 de mayo de 2009) fue un político mexicano miembro del Partido Acción Nacional, exdiputado federal plurinominal y presidente municipal de Chihuahua en 1986.

## Biografía
Pedro César Acosta nació el 30 de septiembre de 1936 en Nuevo Casas Grandes, Chihuahua, de donde emigró posteriormente para cursar la carrera de maestro normalista en Chihuahua Capital. Posteriormente emigró a la Ciudad de México en donde estudió la contaduría pública en la Universidad Nacional Autónoma de México, volviendo después al estado de Chihuahua en donde ejerció su profesión desempeñándose como maestro en diversas escuelas así como contador en múltiples empresas del sector privado.
En 1963 se afilió al Partido Acción Nacional, y en 1986 fue alcalde del Municipio de Chihuahua luego de que Luis H. Álvarez solicitara licencia. En 1988 fue candidato a diputado federal, perdiendo ante el candidato del Partido Revolucionario Institucional pero siendo electo diputado por la vía plurinominal para la LIV Legislatura, fungiendo como consejero del poder legislativo en el Consejo General del Instituto Federal Electoral en 1991.
En 1992 fue elegido diputado a la LVII Legislatura del Congreso del Estado de Chihuahua por la vía plurinominal, siendo coordinador de la primera bancada de mayoría panista en el Congreso de Chihuahua. Fue presidente del Comité Directivo Municipal del PAN en Chihuahua en una ocasión así como consejero estatal y nacional en varias ocasiones.
Falleció el 18 de mayo de 2009 en la Ciudad de Chihuahua a los 72 años de edad.